# ماتت أمي (أغنية)
ماتت أمي، (بالإنجليزية: My Mummy's Dead)‏، هي الأغنية الختامية لألبوم «جون لينون / فريق بلاستيك أونو John Lennon/Plastic Ono Band» لمغني الروك البريطاني جون لينون، وهي من الأغاني التي كتبها لينون عن والدته إلى جانب «جوليا Julia» و«الأم Mother». تم ضبط لحن الأغنية بشكل مشابه جزئيًا للحن أغنية أطفال الحضانة الإنجليزية «ثلاثة فئران عمياء Three Blind Mice». يقول المؤلف جون بلاني: «إن أداء لينون الذي يوصف بغناء النغمة الواحدة وبلا إنفعال يثير إحساسًا بفراغ لينون الذي طال أمده»، يدعي صحفي موسيقى الروك بول دو نوير أن «فراغ الإحساس عند جون» يجعل الأغنية واحدة من أكثر أغاني لينون رعبًا وتقشعر لها الأبدان، على الرغم من كونها واحدة من أبسط الأغاني. صرح لينون نفسه إن الكلمات البسيطة والقصيرة والشبيهة بأناشيد الأطفال، ترجع إلى محاولته كتابة الأغنية كشكل من أشكال الهايكو haiku (شعر ياباني، ألفاظه بسيطة التعبير).

## التسجيل
سجل لينون نسختين من الأغنية في محاولة لإعداد مجموعة أغاني ألبومه المنفرد الأول «جون لينون / فريق بلاستيك أونو»، كان ذلك في كاليفورنيا، خلال صيف عام 1970. تم تعديل النسخة الأولى للاستخدام في الألبوم، أما الثانية فلم تظهر إلا في البومات غير شرعية bootleg albums مثل ألبوم «انتهى الحلم The Dream Is Over»، وتم معالجة النسختين معا لإنتاج نسخة أكثر اكتمالا للأغنية، والتي ظهرت في ألبوم «شرائط لينون المفقودة The Lost Lennon Tapes».

## طاقم العزف والتسجيل
جون لينون: غناء وجيتار

## كلمات الأغنية
ماتت أمي My mummy's dead
لا أستطيع إخراج هذا من رأسي I can't get it through my head
على الرغم من مرور سنوات عديدة Though it's been so many years
ماتت أمي My mummy's dead
لا أستطيع أن أشرح I can't explain
الكثير من الألم So much pain
لا يمكنني أبدا أن أظهره I could never show it
ماتت أمي My mummy's dead

## وصلات خارجية
https://www.youtube.com/watch?v=YGHS3sUToXo ماتت أمي (أغنية)
https://www.beatlesbible.com/people/john-lennon/songs/my-mummys-dead/ ماتت أمي (أغنية)
http://www.johnlennon.com/ ماتت أمي (أغنية)